# Josef Kreilinger
Josef Kreilinger (* 13. Oktober 1928; † 25. November 2015) war ein deutscher Landwirt und Tierzüchter.

## Werdegang
Kreilinger wuchs auf dem Bauernhof seiner Eltern in Munzing bei Fürstenzell in Niederbayern auf. Neben der Landwirtschaft betrieben sie eine Fleckvieh- und Pferdezucht. Früh begann er, in Verbänden für die Fleckviehzucht, Besamung, Leistungsprüfung und Pferdezucht ehrenamtlich mitzuarbeiten. Von 1965 bis 1990 war er Vorsitzender des Pferdezuchtverbandes Niederbayern/Oberpfalz. Ab 1990 war er Präsident des Hauptverbands zur Förderung der tierischen Veredelungswirtschaft in Bayern, ab 1994 Erster Vorsitzender der Tierzuchtforschung München, von 1994 bis 2006 Vorsitzender des Tiergesundheitsdienstes Bayern, von 1990 bis 2001 Vorsitzender des Landeskuratoriums der Erzeugerringe für tierische Veredelungswirtschaft (LKV) und von 1993 bis 1998 stellvertretender Vorsitzender der Arbeitsgemeinschaft Süddeutscher Rinderzuchtverbände.
Auf seine Initiative wurde zwischen Bayern, Baden-Württemberg und Österreich der Rinderdatenverbund eingerichtet.

## Ehrungen
- 1995: Großes Ehrenzeichen für Verdienste um die Republik Österreich
- 1995: Max-Eyth-Denkmünze der Deutschen Landwirtschaftsgesellschaft (DLG) in Silber
- 1996: Verdienstkreuz 1. Klasse der Bundesrepublik Deutschland
- 1999: Adolf-Köppe-Nadel der Deutschen Gesellschaft für Züchtungskunde
- 2000: Bayerischer Verdienstorden
- Bayerische Staatsmedaille in Silber und Gold
- Großer Bayerischer Löwe
- 2007: Ehrung der Europäischen Fleckviehvereinigung
- Ehrenvorsitzender des Pferdezuchtverbandes Niederbayern/Oberpfalz
- Ehrenvorsitzender des Zuchtverbandes für Fleckvieh in Niederbayern